# Crazy Rich Asians (film)
Crazy Rich Asians is een Amerikaanse romantische komedie uit 2018, geregisseerd door Jon M. Chu en gebaseerd op de gelijknamige roman van Kevin Kwan.

## Verhaal
Rachel Chu is een in New York geboren lerares die haar nieuwe vriend Nick Young vergezelt naar de bruiloft van zijn beste vriend in Singapore. Rachel eerste bezoekje naar Azië maakt haar enthousiast, totdat ze ontdekt dat Nick uit een van de rijkste families uit Azië komt die ook nog eens zeer gewild is bij het vrouwelijk schoon daar.

## Rolverdeling
| Acteur        | Personage          |
| ------------- | ------------------ |
| Constance Wu  | Rachel Chu         |
| Henry Golding | Nick Young         |
| Michelle Yeoh | Eleanor Sung-Young |
| Gemma Chan    | Astrid Leong Teo   |
| Lisa Lu       | Shang Su Yi        |
| Awkwafina     | Goh Peik Lin       |
| Ken Jeong     | Goh Wye Mun        |
| Sonoya Mizuno | Araminta Lee       |

## Prijzen en nominaties
De belangrijkste:
| Jaar | Prijs                  | categorie                                      | Genomineerde(n)                 | Uitslag     |
| ---- | ---------------------- | ---------------------------------------------- | ------------------------------- | ----------- |
| 2019 | Golden Globes          | Beste komische of muzikale film                | Beste komische of muzikale film | Genomineerd |
| 2019 | Golden Globes          | Beste actrice in een komische of muzikale film | Constance Wu                    | Genomineerd |
| 2019 | Critics' Choice Awards | Beste acteerensemble                           | Beste acteerensemble            | Genomineerd |
| 2019 | Critics' Choice Awards | Beste production design                        | Nelson Coates & Andrew Baseman  | Genomineerd |
| 2019 | Critics' Choice Awards | Beste komedie                                  | Beste komedie                   | Gewonnen    |
| 2019 | Critics' Choice Awards | beste actrice in een komedie                   | Constance Wu                    | Genomineerd |
| 2019 | Satellite Awards       | Beste komische of muzikale film                | Beste komische of muzikale film | Genomineerd |
| 2019 | Satellite Awards       | Beste actrice in een komische of muzikale film | Constance Wu                    | Genomineerd |